# Bandar (Kaur Selatan)
Bandar is een bestuurslaag in het regentschap Kaur van de provincie Bengkulu, Indonesië. Bandar telt 1032 inwoners (volkstelling 2010).